# Peromitra hastata
Peromitra hastata är en tvåvingeart som beskrevs av Michailovskaya 2000. Peromitra hastata ingår i släktet Peromitra och familjen puckelflugor. Inga underarter finns listade i Catalogue of Life.